# Иванов, Леонид Викторович
Леонид Викторович Иванов (30 ноября 1944, Харьков — 16 июля 2014, Харьков) — украинский поэт, художник, филолог.

## Биография
Родился 30 ноября 1944 года в Харькове. В Харькове вырос и прожил всю жизнь.
До армии мечтал поступить в МГУ на филологический факультет, поскольку был увлечен литературой, поэзией, историей. Но, уступив требованиям родных, что «нужна профессия в руках», — остался в Харькове и пошел учиться в Радиотехнический техникум.
После армии, имея удивительный, самобытный художественный дар, поступил в Харьковский художественный институт на вечернее отделение. И там же работал заведующим художественной лабораторией. Не окончил учёбу и ушёл из института на 5 курсе, поскольку не хотел рисовать по навязанным системой стандартам. Однако остался работать в лаборатории ещё некоторое время, где обрёл многих единомышленников и друзей на всю жизнь.
С того времени сформировался и круг друзей — поэты, художники, писатели и просто образованные начитанные люди, харьковская богема. В числе близких друзей были Владимир Мотрич, Эдуард Лимонов, Вагрич Бахчанян, Борис Чурилов, Юрий Милославский, Изя Шляферман, Сергей Горюнов, Юрий Литвинов, Виталий Пясецкий, Михаил Басов, Геннадий Котовский, Владимир Пятикоп, Анатолий Шулик, Николай Фомин, Владимир Шаповалов, Владимир Стариков, Владимир Данилов, Гонтаров, Платонов, Рутенберг, Юрий Рогачевский, Влад Колчигин и многие другие. Собирались на Кацарской в комнатке в коммуналке, где Л. В. Иванов проживал со своей женой и дочерью до 1987 года. После этого времени, в первую волну иммиграции после распада СССР многие друзья разъехались.
Обладал феноменальной памятью и, поистине, энциклопедическими познаниями. Увлекался историей (пристально исследовал историю хазар; ряд исследований посвящён «Слову о полку Игореве»; историю древних государств и родного Харькова, многое другое), философией, литературой и поэзией, художественным творчеством.
Стихи публиковались в газете «Телегород», «Экран», альманахе «Ариергард», журнале «Лава».
Умер 16 июля 2014 года в Харькове.
Оставил после себя удивительное по своему содержанию и духовной наполненности творческое наследие. Это керамика, графика, рисунки и живопись. Огромное место в поле зрения Л. В. Иванова, на протяжении всей его жизни, занимала фигура Осипа Эмильевича Мандельштама. Колоссальный труд по исследованию и расшифровки творчества этого поэта, изучению его жизни и личности, является основной ценностью архива Л. В. Иванова. Фрагментарно, в виде коротких эссе его статьи о Мандельштаме печатались в харьковских литературных изданиях.

## Цитаты
- «Леонид Викторович Иванов — человек несомненно легендарный. Практически во всех мемуарах и публикациях, посвящённых Харьковскому Ренессансу 60-х, непременно упоминается его имя. И, однако, даже в этой среде — художников, поэтов, музыкантов, числясь всеобщим другом или знакомцем, он не пытался по-лимоновски выпятить грудь: я, мол, здесь самый талантливый, самый яркий, самый умный etc. И, тем не менее (а, скорее всего, — и тем более), его собственное поэтическое творчество, его неутомимые изыскания — философские и филологические, заслуживают самого пристального интереса. Его великолепное пренебрежение „прижизненной славой“, печатными публикациями и прочей окололитературной суетой заслуживают едва ли не восхищения. Его размышления о Мандельштаме, о Мотриче, о поэзии вообще — можно слушать часами. И, конечно, надо бы записывать. Никто так не знает центр Харькова — каждый дворик, каждый переулок — как Леонид Иванов. Будем надеяться, что он допишет и свои мемуарные заметки о той легендарной эпохе. Во всяком случае, эта публикация восполняет, смеем надеяться, существенную лакуну, и являет читателю крупного и оригинального поэта и мыслителя»[5] — Герман Титов, 2013.